# Selenia isolde
Selenia isolde är en fjärilsart som beskrevs av Dyar 1922. Selenia isolde ingår i släktet Selenia och familjen mätare. Inga underarter finns listade.